# E. R. Punshon
E. R. Punshon, nom de plume d'Ernest Robertson Punshon, né en 1872 et mort en 1956 est un écrivain et un critique littéraire anglais, auteur de roman policier. Il a également utilisé le pseudonyme de Robertson Halket.

## Biographie
Il s'engage dès 1899 dans une carrière d'écrivain populaire par la publication de nouvelles et de quelques romans historiques. Au début du XXe siècle, il aborde à l'occasion le thiller avant de se spécialiser dans la littérature policière en signant, entre 1929 et 1932, une série de cinq titres où se retrouvent l'inspecteur Carter et le sergent Bel.
Il est toutefois principalement connu pour sa série de romans policiers, amorcée en 1933, ayant pour héros Bobby Owen qui, de simple constable de police dans les premiers romans, devient sergent détective, puis commandant en chef de Scotland Yard.
E. R. Punshon a également été critique littéraire dans les pages du journal The Guardian.
Il est invité à devenir un des membres du Detection Club en 1933.

## Œuvre

### Romans signés E. R. Punshon

#### SérieInspecteur Carter et Sergent Bel
- The Unexpected Legacy (1929)
- The Cottage Murder (1931)
- Proof, Counter Proof (1931)
- Genius in Murder (1932)
- Truth Came Out (1932) Publié en français sous le titre La Fiole de poison, traduction d'O'Nèves, Paris, Éditions Rouff, coll. « La Clé » no 19, 1939

#### SérieBobby Owen
- Information Received (1933) Publié en français sous le titre La Tragédie des cèdres, traduction d'O'Nèves, Paris, Rouff, coll. « La Clé » no 51, 1947
- Crossword Mystery (1934)
- Death Among the Sunbathers (1934)
- Mystery Villa (1934)
- Death Comes to Cambers (1935) Publié en français sous le titre La Châtelaine assassinée, traduction de Pierre-François Caillé, Paris, Rouff, coll. « La Clé » no 8, 1938
- Death of a Beauty Queen (1935) Publié en français sous le titre Mort d'une reine de beauté, traduction d'Henri Demeurisse, Paris, La Maîtrise du livre, coll. « L'Empreinte-Police » no 15, 1948
- The Bath Mysteries (1936)
- The Dusky Hour (1937)
- Mystery of Mr. Jessop (1937)
- Comes a Stranger (1938)
- Dictator’s Way (1938)
- Murder Abroad (1939)
- Suspects-Nine (1939)
- Four Strange Women (1940)
- The Dark Garden (1941)
- Ten Star Clues (1941)
- Diabolic Candelabra (1942)
- The Conqueror Inn (1943)
- Night's Cloak (1944)
- Secrets Can't Be Kept (1944)
- There's a Reason for Everything (1945)
- It Might Lead Anywhere (1946)
- Helen Passes By (1947)
- The House of Godwinsson (1948)
- Music Tells All (1948)
- So Many Doors (1949)
- Everybody Always Tells (1950)
- The Golden Dagger (1951)
- The Secret Search (1951)
- The Attending Truth (1952)
- Strange Ending (1953)
- Brought to Light (1954)
- Dark Is the Clue (1955)
- Triple Quest (1955)
- Six Were Present (1956)

#### Autres romans
- Earth's Great Lord (1901)
- Constance West (1905)
- The Mystery of Lady Isobel (1907)
- The Choice (1908)
- The Spin of the Coin (1908)
- The Glittering Desire (1910)
- Hidden Lives (1913)
- The Crowning Glory (1914)
- Arrows of Chance (1917)
- The Miser Earl (1917)
- The Solitary House (1919)
- The Woman's Footprint (1919)
- The Bittermeads Mystery (1922)
- Dunslow (1922) Publié en français sous le titre Le Château de la mort, traduction d'O'Nèves, Paris, Rouff, coll. « La Clé » no 25, 1940
- The Blue John Diamond (1929)

### Romans signés Robertson Halket
- Where Every Prospect Pleases (1933)
- Documentary Evidence (1936)

### Novellas et nouvelles signées E. R. Punshon

#### SérieBobby Owen
- Three Sovereigns for a Corpse (1953), aussi titré Three Sovereings Publié en français sous le titre Trois pièces d'or et un cadavre, traduction de Pierre Caillaud, Fayard, Le Saint détective magazine no 34, décembre 1957

#### Autres novellas et nouvelles
- God's Will (1899)
- A Mariage by Capture (1908)
- The Unwilling Burglar (1903)
- The Little Red Devil (1904)
- Enshrouded (1907)
- The Woman in the Car (1907)
- The First Day (1912)
- A Ghost and a Girl (1912)
- A Mystery of the Downs (1912)
- Her Presentation Night (1913)
- In Riches and in Poverty (1913)
- The Ruby Bracelet (1914)
- Jinny (1915)
- The Haunted Valley (1917)
- The Conquest of Ben Crag (1918)
- A Lucky Woman (1918)
- The Way Out (1919)
- Scared Stiff (1921)
- Jungle Equity (1922)
- Prisoners of Gold (1922)
- There with the Wallop (1922)
- The Cobra (1922)
- As in a Snare (1922)
- A He-Man’s Way (1923)
- Liberty Chains (1923)
- Learning Business (1923)
- Dog Eat Dog (1923)
- Too Late for his Hat and Coat (1925)
- Just as He Remembered Her (1925)
- Blind Trails (1925)
- Winning Madeline (1927)
- Father Christmas at Farlham Hall (1928)
- The Canon’s Misadventure (1930)
- The Last Ascent (1931)
- The Unknown Quantity (1931)
- The Haunted Chessmen (1931)
- A Study in the Obvious (1936)
- Who Was It? (1939)
- The Secret of the Chessboard (1939)
- The Living Stone (1939)
- The Double Six Domino (1940)
- Making Sure (1950)
- Dead Man's Hand (1951)
- Good Beginning (1952)
- The Tide Runs Strongly (1952)
- A Dead Man Laughs (1953)
- Find the Lady (1953)
- The Tide Runs Strongly (1954)
- The Four Liars (1955)